# Perković
Perković je obec v chorvatské Dalmácii, administrativně spadající pod město Šibenik. Dle sčítání lidu z roku 2011 zde žilo 111 obyvatel. Počet obyvatel má již od druhé světové války klesající tendenci. 
Obec je poprvé připomínána roku 1808. Svůj název má podle jména lidí, kteří zde žijí.
Obec se rozkládá v hornaté krasové krajině chorvatské Dalmácie. Obklopena je vrcholy Srdašci (298 m), Mravnik (503 m) a Trovro (485 m). Obec se stala významnou především díky svému nádraží a jako železniční křižovatka mezi dopravními tahy k městům Ogulin, Šibenik a Split. Prochází tudy trať Knin–Split s odbočkou do Šibeniku. Severně od obce je vedena dálnice A1. 